# Уильямс, Мэдлин
Мэдлин Уильямс (англ. Madeleine Williams; род. 28 марта 1983, Rocky Mountain House, Альберта) — бывшая канадская лыжница, участница Олимпийских игр в Ванкувере. Специализировалась в дистанционных гонках.

## Карьера
В Кубке мира Уильямс дебютировала в 2005 году, в феврале 2008 года впервые попала в десятку лучших на этапе Кубка мира, в эстафете. Всего имеет на своём счету 2 попадания в десятку лучших на этапах Кубка мира, оба в командных соревнованиях, в личных гонках не поднималась выше 22-го места. Лучшим достижением Уильямс в общем итоговом зачёте Кубка мира является 102-е место в сезоне 2008—09.
На Олимпиаде-2010 в Ванкувере стартовала в четырёх гонках: 10 км коньком — 50-е место, дуатлон 7,5+7,5 км — 40-е место, эстафета — 15-е место, масс-старт на 30 км — 45-е место.
За свою карьеру участия в чемпионатах мира не принимала.
По окончании сезона 2009—10 завершила спортивную карьеру.
Использовала лыжи производства фирмы Fischer, ботинки и крепления Salomon.